# Рипенсия
«Рипенсия» (рум. Fotbal Club Ripensia Timișoara) — румынский футбольный клуб из города Тимишоара, выступающий в Лиге II.

## История

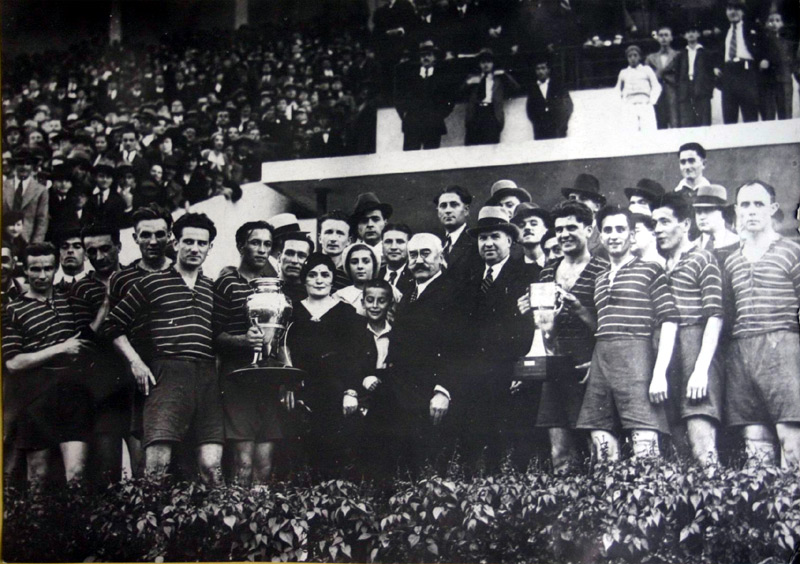
«Рипенсия» выиграла кубок Румынии сезона 1934/35

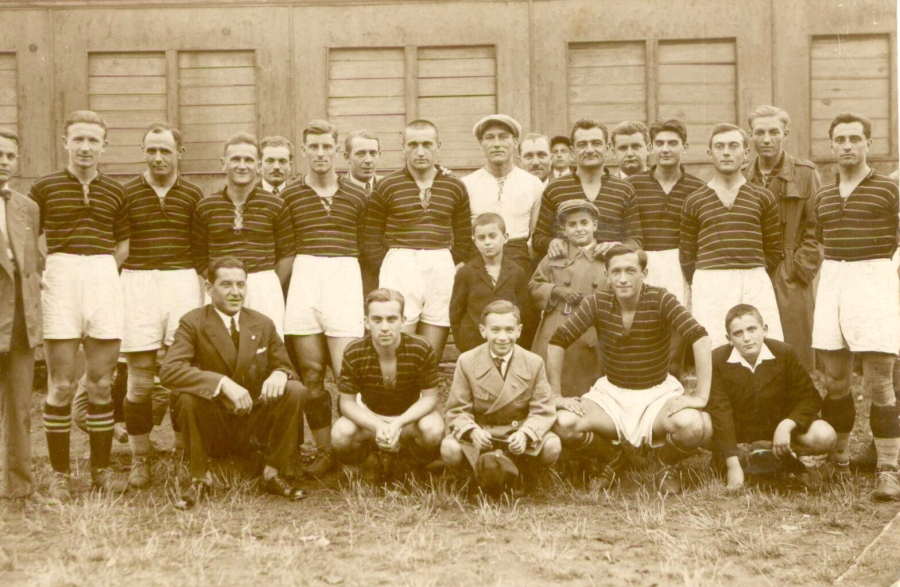
«Рипенсия» в 1931

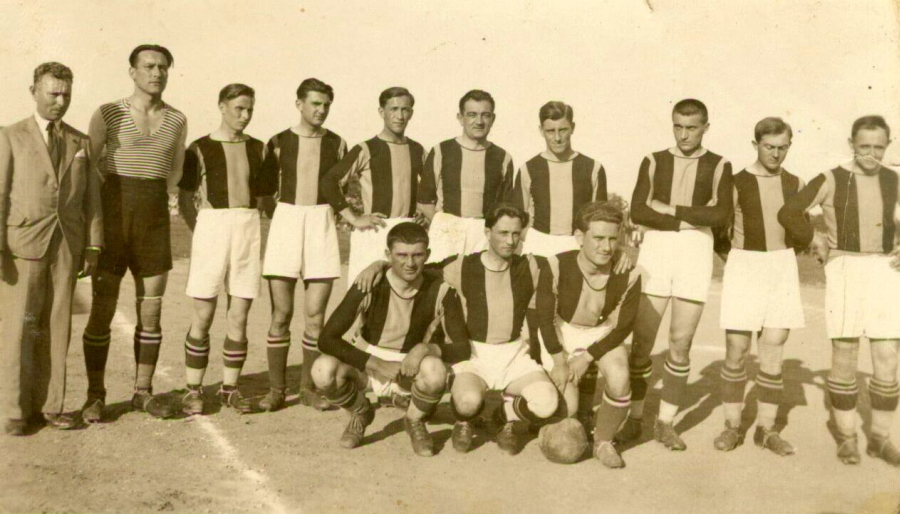
«Рипенсия» в 1932

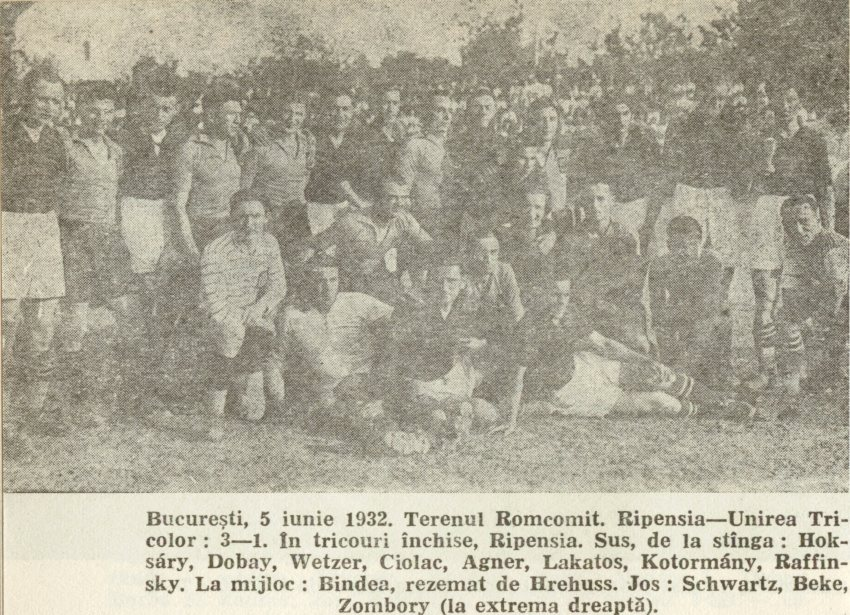
Матч против «Униря Триколор» в 1932

Был основан в 1928 году доктором Корнелом Лазэром, известным пропагандистом футбола в Банате. После 1948 года слились с ФК «Электика».
В 2012 году команда была восстановлена и соревновались в муниципальном чемпионате, они победили и повысились в Лигу V. В Лиге V они заняли 1-е место в сезоне 2013/14 и были повышены в Лигу IV.
В следующем сезоне «Рипенсия» выиграла Лигу IV и вышла в плей-офф за участие в Лиге III, который они выиграли.
В сезоне 2016/17 они повысились в Лигу II.

## Награды

### Чемпионаты
- Чемпионат Румынии
  - Победитель (4): 1932/33, 1934/35, 1935/36, 1937/38
  - Призер (2): 1933/34, 1938/39
- Лига III
  - Победитель (2): 1946/47, 2016/17
- Лига IV — Тимиш
  - Победитель (1): 2015/16
  - Призер (1): 2014/15
- Лига V — Тимиш
  - Победитель (1): 2013/14
- Лига VI — Тимиш
  - Победитель (1): 2012/13

## Кубки
- Кубок Румынии
  - Победитель (2): 1933/34, 1935/36
  - Призер (2): 1934/35, 1936/37